# Slaget vid Krasnokutsk–Gorodnoje
Slaget vid Krasnokutsk–Gorodnoje utkämpades den 11 februari 1709 (enligt den svenska kalendern; 10 februari enligt den julianska och 20 februari enligt den gregorianska) under kung Karl XII:s ryska fälttåg mellan hans svenska ryttare mot en rysk styrka under befäl av Karl Ewald von Rönne. Striden utspelades mellan byarna Krasnokutsk och Gorodnoje,  nordöst om staden Poltava i dagens  Ukraina. Svenskarna segrade men avbröt sin offensiv när det blev natt.

## Bakgrund
Under slutet av 1600-talet bildade Tsarryssland, Danmark-Norge, Sachsen och polsk-litauiska samväldet en koalition mot det svenska riket i syfte att återta det som förlorats i tidigare krig. Men tre av de fyra medlemsstaterna besegrades under loppet av sju år, vilket innebär att Ryssland var ensam att stå emot de svenska trupperna. År 1707 började Karl XII ett fälttåg mot Ryssland och under 1708 segrade han i slaget vid Holowczyn och i stormningen av Veprik, men gjorde även motgångar som i slaget vid Lesna. Karls arme kom till utkanten av byn Krasnokutsk inte långt från Veprik och där mötte han en liten rysk styrka som han gick till angrepp mot och lyckades ta flera fångar, som berättade för honom att Karl Evald von Rönne skulle anlända till Krasnokutsk med 5 000 dragoner. Han började då sin marsch där.

## Slaget

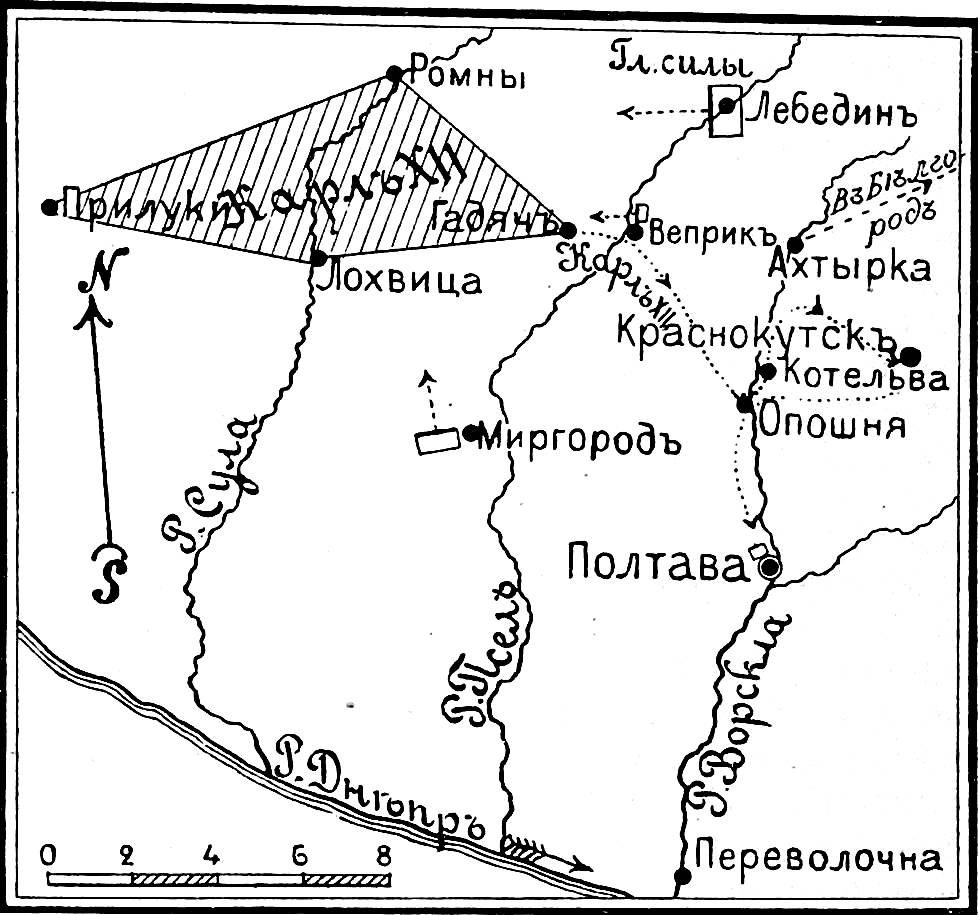
Slaget vid Krasnokutsk–Gorodnoje

Karl XII kom fram till byn den 11 februari med ett följe av 2 500 ryttare, inklusive Drabantkåren. Han gjorde ett snabbt angrepp mot de 5 000 ryssar under Rönnes befäl som intog försvarspositioner i utkanten av byn. Rönne och sin styrka kunde inte stå emot de svenska ryttarna och började nästan omedelbart att dra sig tillbaka och i oordning delades dessa upp i två delar, den ena flydde mot en närliggande kulle och den andra mot den närliggande floden Merla. Karl förföljde de som flydde uppför kullen och beordrade överste Carl Gustaf Dücker att jaga ifatt de som försökte korsa floden.Under jakten hade många ryssar huggits ner på order av Karl då han inte vill slösa någon tid på att ta fångar under den fortgående jakten, utan i stället komma ikapp med huvuddelen av den flyende ryska armén. Efter en 13-timmars lång jakt nådde de byn Gorodnoje där Rönne gjorde ett nytt försök att slå tillbaka det svenska kavalleriet. Rönne fick också nya förstärkningar och hans styrka växte ny mellan 5 000 och 10 000 man. Karl stoppade sina ryttare efter att han upptäckte detta och försökte omgruppera sina utspridda män.
Rönne såg då en möjlighet att slå till och inledde ett stort kavalleriangrepp mot de utmattade och underlägsna svenska ryttarna. Detta fick dem att fly tillbaka i samma spår som de kommit. Rollerna blev plötsligt ombytta; de jagande svenskarna blir nu förföljda av de flyende ryssarna. Karl och hans få drabanter separerades från sin huvudarmé och kämpades för livet mot de förföljande ryssarna. Till slut anlände Carl Kruse med kavalleriförstärkningar. Dessa angrep och drev bort ryssarna och räddade den svenske kungen. Rönne drog sina styrkor bort från Gorodnoje och drog sig tillbaka i god ordning mot Bogoduchov. Karl drog sedan sina trupper in i Gorodnoje och bekämpade de återstående ryssarna, men avstod från att jaga efter de som retirerade på grund av den annalkande natten.

## Följder
Omkring 1 500 ryssarna dödades eller sårades under striderna. Rönne drog sina styrkor tillbaka och lämnade vägen öppen för den svenska armén att marschera mot Moskva. Men det kalla vädret och den brända jordens taktik tvingade Karl XII att avblåsa sin offensiv. 
De svenska förlusterna var 132 döda och sårade, varav Drabanterna drabbades av 10 döda och många sårade. Det sägs att Karl visade stor tapperhet under striderna. Fälttåget slutade dock inte långt efter, när den svenska armén led ett förkrossande nederlag i slaget vid Poltava i juni 1709, som avslutade det svenska övertaget i kriget. Krasnokutsk och Gorodnoje brändes senare ner av svenskarna, vilket orsakade att traktens invånare började föra gerillakrig mot dem.